# L'Ascension
Pour les articles homonymes, voir Ascension.
L'Ascension est une municipalité qui fait partie de la municipalité régionale de comté d'Antoine-Labelle au Québec (Canada), située dans la région administrative des Laurentides. 

## Toponymie
Son nom fait référence à l'Ascension de Jésus-Christ.

## Géographie
La rivière Rouge traverse la municipalité du nord-est vers le sud-ouest. La rivière Macaza touche la limite sud-est de la municipalité.

## Démographie
| 1991 | 1996 | 2001 | 2006 | 2011 | 2016 | 2021 |
| ---- | ---- | ---- | ---- | ---- | ---- | ---- |
| 662  | 755  | 783  | 861  | 844  | 791  | 899  |

## Administration
Les élections municipales se font en bloc pour le maire et les six conseillers.
| L'Ascension Maires depuis 2001                                                                                       |                |         |          |
| Élection | Maire          | Qualité | Résultat |
| 2001 | Yves Meilleur  |         | Voir     |
| 2005 | Yves Meilleur  | Voir    |          |
| 2009 | Yves Meilleur  | Voir    |          |
| 2013 | Yves Meilleur  | Voir    |          |
| 2017 | Luc St-Denis   |         | Voir     |
| 2021 | Jacques Allard |         | Voir     |
| Élection partielle en italique Depuis 2005, les élections sont simultanées dans toutes les municipalités québécoises |                |         |          |

## Éducation
Une petite école, anciennement religieuse, dessert le village de la maternelle à la 6ième année du primaire. L'école du Méandre à Rivière-Rouge offre les cours du secondaire. Les deux écoles sont sous la direction de la commission scolaire Pierre-Neveu de Mont-Laurier.